# 中川拓真
中川 拓真（なかがわ たくま、2002年7月17日 - ）は、愛知県豊橋市出身のプロ野球選手（捕手）。右投右打。東京ヤクルトスワローズ所属。

## 経歴

### プロ入り前
豊橋市立東陵中学校では「東三河ボーイズ」でプレーし、また同校の陸上部にも所属。3年生時ジュニアオリンピック陸上競技大会の砲丸投に出場し、14.20mの記録で全国6位となる。
高校は豊橋中央高等学校に進学。2年生の秋の秋季愛知大会3位決定戦が最高で、3年生の夏の第102回全国高等学校野球選手権大会はコロナ禍のなか中止となり、甲子園出場はならなかった。代替試合として行われた夏季愛知県高等学校野球大会では、5回戦で敗退した。1学年下に、星野真生がいる。

### オリックス時代

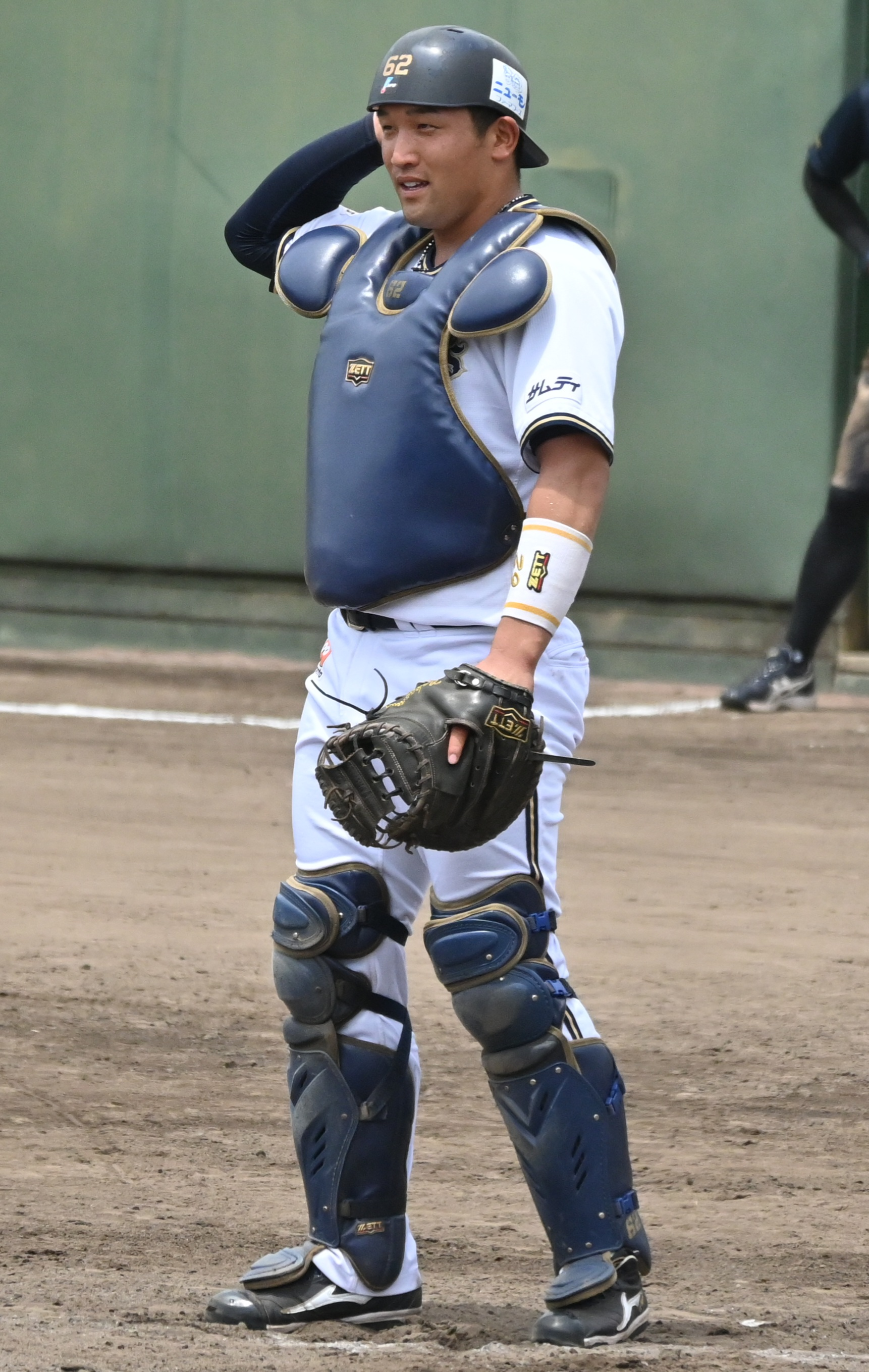
オリックス時代
（2022年7月30日 富田林バファローズスタジアム）

2020年10月26日に行われたプロ野球ドラフト会議にて、オリックス・バファローズからドラフト5巡目指名され、11月27日、豊橋市内にて入団交渉を行い、契約金3000万円、年俸450万円（金額は推定）で契約合意に達し、12月19日、入団発表会見が行われた。同年に中川颯が入団し、それ以前より中川圭太が在籍しているため、報道上の表記およびスコアボード上の表記は「中川拓」である。背番号は62。
2021年は二軍で14試合に出場。2022年は二軍で46試合と出場機会を増やしながらも、二軍での正捕手の座を福永奨に譲った。
2023年は左手の有鈎骨の骨折の影響で二軍での出場は20試合に減らしてしまった。入団以降の3年間で一軍出場の機会がなく、二軍でも出場機会にあまり恵まれないまま、同年10月30日に戦力外通告を受けた。その際、球団からは育成選手での再契約を打診されたが、中川は新たな環境を求めて退団を選択した。11月15日に開催された12球団合同トライアウトに参加した。

### KAL・熊本時代
同年11月27日、九州アジアリーグの火の国サラマンダーズに入団することが発表された。10月に同球団への入団が発表されていた投手兼任コーチ（のちに監督代行）の荒西祐大もかつてオリックスでプレーしており、荒西の尽力もあって同球団への入団に至った。
2024年、火の国ではプロ入り後初めてレギュラーの座を確保し、6月末までに29試合に出場して打率.298、2本塁打、15打点の成績を残した。7月2日、球団から東京ヤクルトスワローズへの入団内定が発表され、同日付で自由契約となった。

### ヤクルト時代
2024年7月3日、東京ヤクルトスワローズへの入団が正式に発表された。背番号は90。

## 選手としての特徴
高校通算44本塁打を記録した長打力と遠投110メートルの強肩強打の捕手。二塁への送球は1.83秒を記録する。オリックス入団直後の筋力測定では同期の高卒新人の中でトップの数値を出した。火の国では捕手だけでなく、一塁手としても出場した。

## 詳細情報

### 背番号
- 62（2021年 - 2023年）
- 10（2024年 - 同年7月2日）
- 90（2024年7月3日 - ）